# Telipogon lankesteri
Telipogon lankesteri är en orkidéart som beskrevs av Oakes Ames. Telipogon lankesteri ingår i släktet Telipogon och familjen orkidéer.
Artens utbredningsområde är Costa Rica. Inga underarter finns listade i Catalogue of Life.